# Eudici
Eudici (en llatí Eudicius) fou un jurista romà d'Orient, que era magister scriniorum (mestre dels estoigs on es guardaven llibres i papers). Fou un dels membres de la comissió dels nou nomenada per Teodosi el 429 per compilar un codi de lleis, la primera versió del Codi Teodosià, projecte que no es va arribar a complir i es va canviar per un altre menys ambiciós.